# Akcja winkulowana
Akcja winkulowana (akcja zasyndykowana) – akcja objęta umownym ograniczeniem w jej zbyciu. Umowa ograniczająca na określony czas rozporządzanie akcją lub jej częścią ułamkową jest dopuszczalna, jest jednak zakreślona czasowo. Ograniczenie takie nie może trwać dłużej niż 5 lat od daty zawarcia umowy.
Ograniczenie w zbywaniu akcji jest skuteczne jedynie między akcjonariuszem i spółką. Zbycie akcji winkulowanej wbrew umowie jest skuteczne, jednakże rodzi odpowiedzialność odszkodowawczą akcjonariusza.
Celem winkulacji jest zagwarantowanie jednolitego głosowania na walnym zgromadzeniu.